# 内門徹
内門 徹（うちかど とおる、1989年12月1４日 - ）は、ロサンゼルスを中心に活動する俳優、声優、監督、映像クリエイター。

## 人物
- 神奈川県横浜市で育つ。血液型はAB型。
- 大学2年時に交換留学プログラムでアメリカ合衆国ミズーリ州に留学。ビジネスを専攻していたが、英語による講義や教科書の読解に苦戦し、実践的な会話力を身につけたいとの考えから演技のクラスを履修する。留学中には自ら脚本も執筆し、舞台に立つ経験を通じて演技の魅力に強く惹かれ、次第に俳優を志すようになった[1]。
- 大学卒業を目前に一念発起し、2011年に再渡米、ロサンゼルスへ旅立つ。渡米後は現地の演技学校に通いながら俳優を目指し、数々のオーディションを受け、アメリカのCMや広告に多数出演[2]。その後にSAG (全米映画俳優組合)会員となる。
- 超能力者達のドラマを描いたアメリカNBCの人気シリーズ、「HEROES」の5年後を描いた続編として、2015年に全13話で放送された「HEROES REBORN/ヒーローズ・リボーン」において、祐真キキ演じるミコ・オオトモをサポートする天才プロゲーマー、レン・シモサワ役に抜擢される[3][4]。
- 大ヒットドラマの続編という期待の大きさに、当初は撮影に対して緊張と不安を抱えていた。しかし、前作でヒロ・ナカムラ役を務めたマシ・オカからアドバイスを受け、さらに共演前から親交のあった祐真キキと役づくりを通じて支え合ううちに、次第に心も整い、自信をもって撮影に臨めるようになっていった[5]。
- 徐々に仕事の幅を広げていき、Netflixオリジナルアニメシリーズ「キャッスルヴァニア(悪魔城ドラキュラ)」で声優としてもメジャーデビュー。Netflixの実写版「幽☆遊☆白書」では、本郷奏多演じる飛影の英語吹替を担当。人気アニメ『SAKAMOTO DAYS』においても英語吹替を務めるなど、声優としての活躍の場を広げている。
- ハリウッド作品の撮影中の事故がきっかけとなり、日本刀によるアクションの習得を志し、次第に没頭。アメリカの現地アクション俳優や映像クリエイターとコラボしたアクションコンテンツを自身のYouTubeチャンネルで展開。55万人以上のフォロワーを獲得するに至る。
- 2018年には、祖父との将棋の思い出をもとに脚本を執筆し、自ら監督を務めた短編映画「Dear Grandpa」を制作。YouTubeでも多数の短編映画を公開している。
- 俳優業や声優活動に加え、アクション性が求められるビデオゲームにおいて、モーションキャプチャーの分野でも活躍している。

## 主な出演
- HEROES REBORN/ヒーローズ・リボーン （2015年）-レン・シモサワ役
- LawBreakers （2017年）（声優）
- The Mask of Sanity （2017年）-Oliver役
- Dear Grandpa （2018年）-サムライB役
- Sea of Mirrors （2019年）-Nat Nakamura役
- Turner Risk （2019年）-Toshi役
- Spies in Disguise （2019年）-Yakuza No.1（声優）
- Oni （2019年）-Momotaro役
- Girl Games （2019年）-Kiryu役
- Underdogs Rising （2019年）-Baby Face役
- 悪魔城ドラキュラ -キャッスルヴァニア-（2020年）-Taka役（声優）
- Westworld （2020年）-ヤクザ役
- String （2021年）
- Bashira （2021年）-Michihisa Kariya役
- Get the Girl （2023年）-Mark Space役
- Orion and the Dark （2024年）-Insomnia Man（声優）
- Another One Bites the Dust （2024年）-Spades役
- Yokai （2024年）-Shinjiro Myobu役
- Netflix「幽☆遊☆白書」 （2024年）- 飛影（英語吹替）
- Sakamoto Days （2025年）番長役（声優）
- Assassin's Creed Shadows （2025年）